# 納迪特奇
49°28′21″N 23°58′15″E / 49.47250°N 23.97083°E
納迪特奇（烏克蘭語：Надітичі），是烏克蘭西部利維夫州斯特雷區罗兹瓦迪夫市镇的村庄。始建於1490年，面積0.49平方公里，海拔高度253米，2016年人口478。